# Giovanni Battista Cima

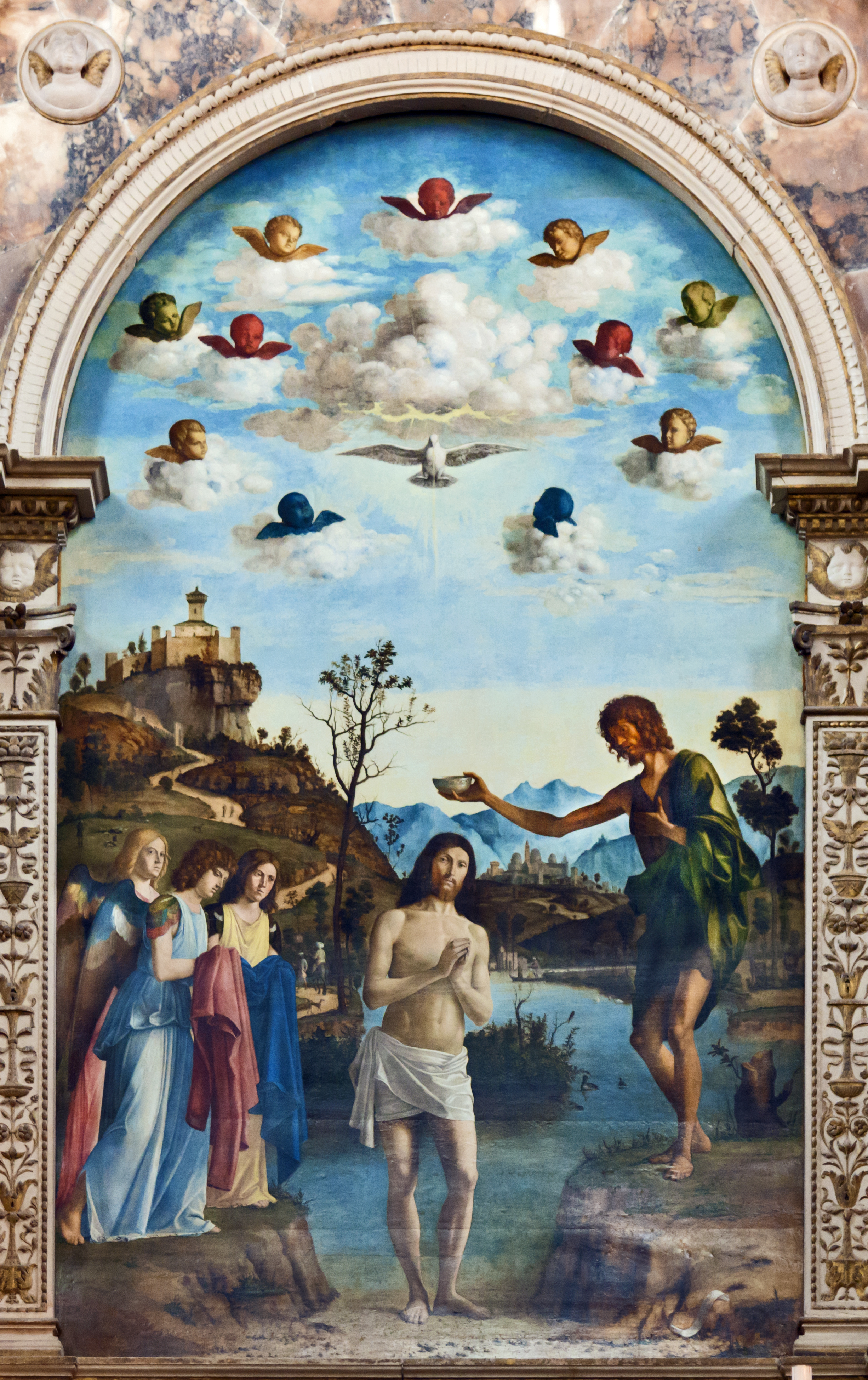
Taufe Christi im Jordan; 1493/94. San Giovanni in Bragora, Venedig

Giovanni Battista Cima (* um 1460 in Conegliano; † zwischen 1517 und 1518), genannt Cima da Conegliano, war ein italienischer Maler.

## Leben und Werk

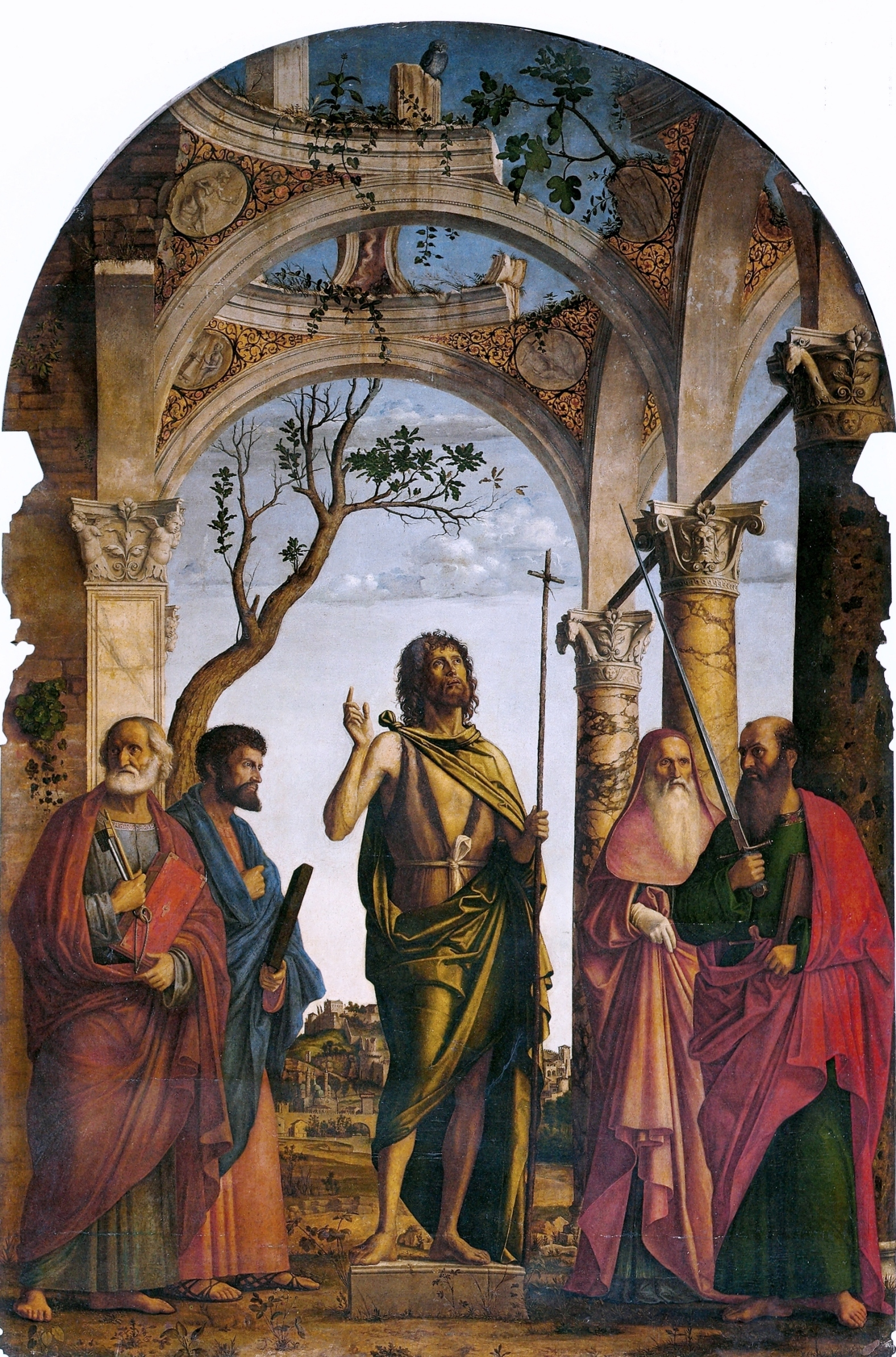
Altarbild in Madonna dell’Orto in Venedig

Giovanni Battista Cima wurde in Conegliano, heute Teil der Provinz Treviso, geboren. Sein Vater war Tuchscherer (cimatore), daher der Beiname Cima der Familie.
Die Quellen über Cimas Leben und künstlerischen Werdegang sind spärlich. In Steuerakten von Conegliano existiert ein Dokument von 1473, nach dem ein gewisser Joannes Cimador mit Erreichen des Alters von 14 Jahren gemäß Gesetzen der Serenissima steuerpflichtig geworden ist. Daraus leitet die Forschung ein Geburtsdatum zwischen 1459 oder 1460 ab.
Das erste von Cima signierte und datierte Gemälde stammt von 1489, als er in Venedig eine Werkstatt betrieb und mehrere Aufträge für Altarbilder annahm. Zwischen 1500 und 1515 war er außer in Venedig auch für Auftraggeber in Reggio Emilia, Parma und Bologna tätig. Der Journalist und Schriftsteller Otto Julius Bierbaum besuchte Venedig im Jahr 1902 im Rahmen seiner italienischen Automobilrundreise und geriet angesichts der Bilder des Cima da Conegliano ins Schwärmen. In seinem im Jahr darauf veröffentlichten Reisetagebuch Eine empfindsame Reise im Automobil heißt es dazu:

„Meister wie er und Giovanni Bellini haben in ihren Werken das Höchste erreicht, was der Kunst möglich ist: Trostspendung. Diese Werke atmen Frieden, Ruhe, Gleichmaß. Sie sind wahrhaft religiös, und vor ihnen wird der Genuß zur Andacht. Ich gebe die ganze Prunkmalerei des Dogenpalastes für eine Madonna des Giambellino hin, und selbst an der gepriesenen Assunta Tizians gehe ich jetzt leichter vorüber, als an ein paar Heiligen des Cima da Conegliano.“

Im Sommer 1516 kehrte Cima nach Conegliano zurück, wo er zwischen 1517 und 1518 verstorben ist.
Cima war ein außerordentlich produktiver Maler. Neben den in der Tradition der Vivarini stehenden, in teils außerordentlich prunkvolle Rahmen gefassten Polyptychen malte er eine große Anzahl von Altarbildern, häufig in der Form der Sacra Conversazione, kleinformatige Andachtsbilder, darunter zahlreiche Darstellungen der Madonna mit Kind, sowie gelegentlich auch, von reichen Sammlern der Zeit beauftragt, Bilder mit Themen aus der griechischen Mythologie. Sind die Polyptychen noch stark an der traditionellen Formensprache der Vivarini orientiert, so machen sich während seiner Tätigkeit in Venedig die Vorbilder Antonellos, was die Technik der Ölmalerei und die Intensität und Delikatheit der Farben betrifft, sowie von Bartolomeo Montagna, Giovanni Bellini und Giorgione in Bezug auf die atmosphärisch dichte Landschaftsgestaltung und die Detailgenauigkeit bei der Darstellung von Natur und Architektur bemerkbar. Albrecht Dürer, der sich 1505 und 1506 in Venedig aufhielt und größte Wertschätzung durch seine italienischen Malerkollegen erfuhr, könnte auch Cima in seiner Auffassung von Natur und Landschaft angeregt haben. Die schon mit Bellini begonnene Ausgliederung des Personals einer Sacra Conversazione in die Natur wird von Cima weiterentwickelt, der die Madonna und die begleitenden Heiligen in capriccioartige Phantasiearchitekturen und der offenen Landschaft aufstellt.
Seine Werke sind u. a. in Parma, Venedig, Conegliano, Paris, Straßburg, Sankt Petersburg, Moskau, Lissabon, San Francisco, Washington, London, Dresden und Berlin zu besichtigen.

## Ausstellungen
- 1962 Cima da Conegliano: poeta del paesaggio. Palazzo dei Trecento in Treviso (Katalog)
- 2010 Cima da Conegliano. Palazzo Sarcinelli in Conegliano (Katalog)[3]
- 2012 Cima da Conegliano – Maître de la Renaissance vénitienne. Musée du Luxembourg in Paris[4]

## Werke (Auswahl)

### Polyptychen (Auswahl)
- „Polyptychon mit Johannes dem Täufer“, 1504–1509, 5 Tafeln und 3 Predella-Bilder in vergoldetem Holzrahmen, Kirche  San Giovanni Battista in San Fior, Provinz Treviso
- „Polyptychon der Pfarrkirche von Olera“, Alzano Lombardo, Öl auf Holz, in situ, im vergoldeten Originalrahmen einer venezianischen Werkstatt; Olera, Provinz Bergamo[5]
- „Polyptychon der Basilika Santa Maria Maggiore“ in Miglionico, 18 Einzelbilder und Skulptur Johannes des Täufers, vergoldeter Rahmen, teils original mit späteren Ergänzungen (17. Jh.)
- „Polyptychon der Kirche Sant’Anna“ in Capodistria, Museo di Palazzo Ducale, Mantova; 10 Tafeln in originalem vergoldeten Rahmen

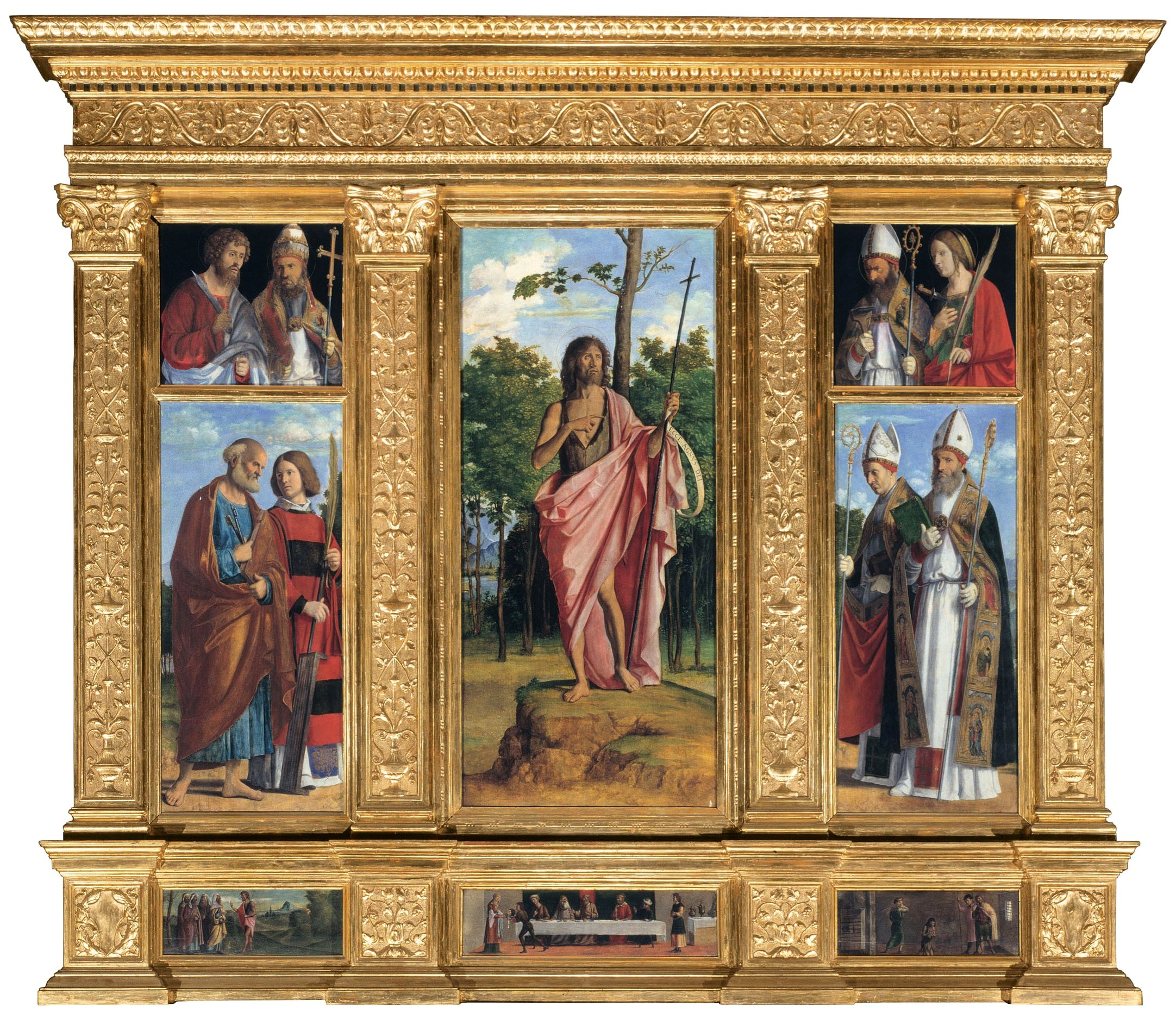
Polyptychon von San Fior
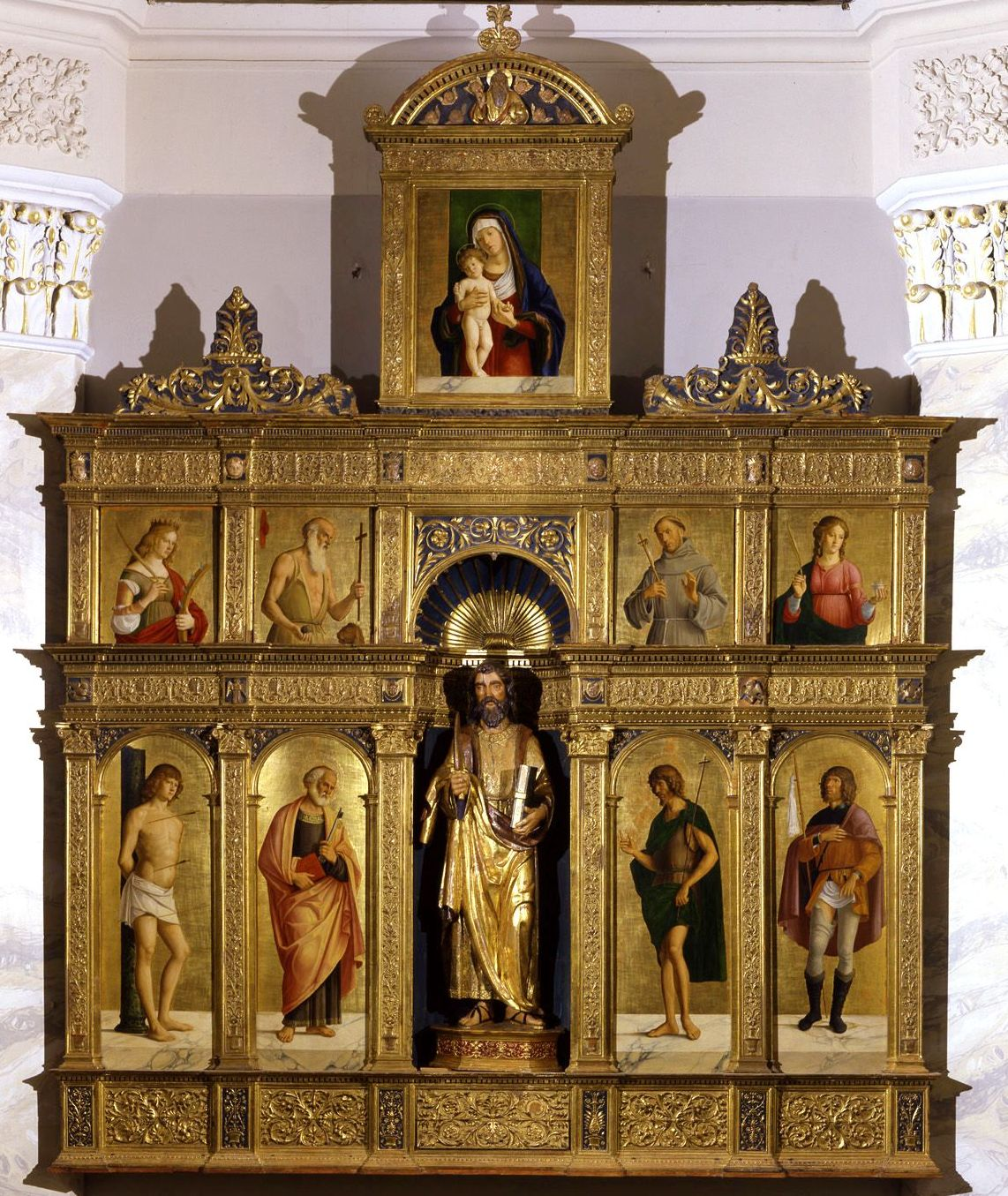
Polyptychon von Olera
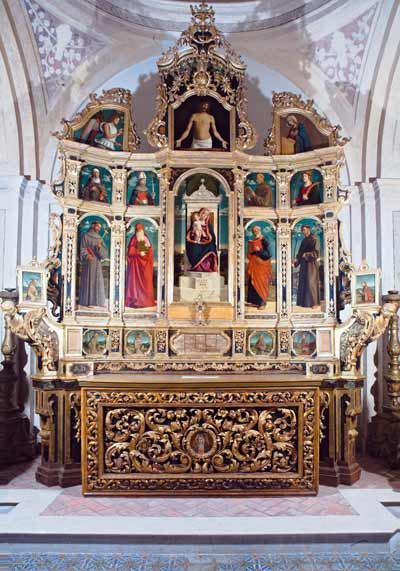
Polyptychon von Miglionico

### Altarbilder (Auswahl)
- Christi Geburt mit Heiligen, Öl auf Holz, 300 × 185 cm, 1509, Santa Maria dei Carmini, Venedig
- Taufe Christi im Jordan, 1492, Öl auf Holz, Hauptaltar der Kirche San Giovanni in Bragora, Venedig.
- Hl. Helena und Konstantin zu Seiten des Kreuzes Christi, 1501–1503, Öl auf Holz, San Giovanni in Bragora, Venedig.
- Der ungläubige Thomas, 1502–1504, Öl auf Holz auf Ln aufgezogen, National Gallery London
- Der ungläubige Thomas mit dem Bischof Magnus, um 1492, Öl auf Holz, 350 × 210 cm, Gallerie dell’Accademia, Venedig
- St. Petrus Martyr zwischen den Heiligen Nikolaus von Bari und Benedikt, 1504, Öl auf Holz, 330 × 216 cm, Pinacoteca di Brera in Mailand.
- Johannes der Täufer mit den Heiligen Petrus, Marcus, Hieronymus und Paulus, um 1495, Öl auf Holz, 305 × 205 cm, Madonna dell’Orto, Venedig.
- Sacra Conversazione (Thronende Madonna mit Kind in Gesellschaft von Heiligen), um 1490, Öl auf Holz, 301 × 211 cm, Brera, Mailand.
- Thronende Madonna mit Kind in Gesellschaft von Engeln und Heiligen, um 1492 circa, Öl auf Holz, 150 × 235 cm, Dom in Conegliano.
- Madonna mit Kind und Heiligen, um 1495, Öl auf Eichenholz, Museum Kunstpalast, Düsseldorf
- Thronende Madonna mit Kind in Gesellschaft von Heiligen, 1496–1499, Öl auf Holz, 419 × 213 cm, Gallerie dell'Accademia, Venedig.
- Thronende Maria mit Kind und vier Heiligen, ca. 1495–1497, 206 × 135 cm, Gemäldegalerie, Berlin.
- Madonna mit dem Orangenbaum, um 1496, Öl auf Holz, Gallerie dell’Accademia, Venedig